# Peru, Indiana
Peru är en stad (city) i Miami County, i delstaten Indiana, USA. Enligt United States Census Bureau har staden en folkmängd på 11 320 invånare (2011) och en landarea på 13,2 km². Peru är huvudort i Miami County.